# Ejecutor
El Ejecutor es el nombre de una nave espacial en el universo de Star Wars.
El emperador Palpatine obsequió a Lord Darth Vader con el Ejecutor, el primer Destructor Estelar clase Ejecutor construido por la marina imperial, para que le sirviera de nave insignia desde la que comandar la flota encargada de destruir a la Alianza Rebelde.
El Destructor Estelar clase Ejecutor es la nave de guerra más grande jamás construida por el imperio, a excepción de la Estrella de la Muerte y del Destructor Eclipse. Su longitud era varias veces la de un Star Destroyer, y llevaba más de un cuarto de millón de pasajeros entre tripulación y tropas.
Esta nave con sus 19 km de longitud estaba dotada de 1000 emplazamientos de baterías turbolásers, cañones de Iones y Rayos Tractores. Aparte de ello, llevaba en sus hangares 12 escuadrones de cazas TIE, incluyendo dos escuadrones del modelo de caza Interceptor TIE.
Armados con una enorme variedad de cañones láser, cañones tractores y otras armas, el Súper Destructor demuestra el inmenso poderío del Imperio Galáctico. Ver volando al Ejecutor o a otro Súper Destructor por la órbita de tu planeta es una de las experiencias más terroríficas que puede sufrir una persona.
El Ejecutor es el primero de los Súper Destructores Estelares, y antes de la batalla de Hoth hubo hasta 4. Se desconoce cuantos Súper Destructores llegó a haber. Algunos de los otros son el Lusankya, el Terror, el Aniquilador o el Puño de Hierro
El Ejecutor formaba parte del Escuadrón de la Muerte de Darth Vader, siendo la nave comandante de toda la flota. Aunque el comandante del Ejecutor era Darth Vader, el almirante que lo dirigía era Amise Griff, y posteriormente sería Kendal Ozzel. Firmus Piett, nombrado almirante tras la muerte de Ozzel, lo dirigió en el último año de la guerra. Su primera aparición, y la primera de toda la línea de Destructores Ejecutores, fue en las escaramuzas de Yavin tras la propia batalla. Participó en muchas otras batallas, destacando la gloriosa victoria imperial en Hoth.
Sin embargo, fue durante la Batalla de Endor cuando encontró su final. Cuando la batalla se volvía más desesperada para la flota rebelde un caza consiguió aproximarse y estrellarse contra el centro de control del Ejecutor. Esto provocó la deriva de la gran nave que acabó colisionando contra la propia Estrella de la Muerte (Death Star). El TIE Avanzado de Darth Vader fue destruido en la explosión, al igual que toda la tripulación de la nave.
- Datos: Q5820574